# كوكاتيل رمادي عادي
الكوكاتيل الرمادي النورمل (العادي) أو الكوكاتيل الطبيعي أو الكوكاتيل الأصلي، أو ببغاء الكروان البري (بالإنجليزية The Normal Grey Cockatiel)، هو النوع الأكثر شيوعا في نوع ببغاء الكوكاتيل. والكوكاتيل الرمادي العادي هو اللون الأصلي الشائع للكوكاتيل في البرية الأسترالية، رغم أن هناك أحيانا بعض الطفرات اللونية التي تحدث بشكل طبيعي. ويشار إليه أحيانا باسم «طبيعي رمادي» أو كوكاتيل بري.

## الفروق الجنسية
الفروق الجنسية العامة لدى ذكر الكوكاتيل من الناحية السلوكية فهو عادة كثير الحركة ودائما يستعرض بجناحيه، وهو عادة ما يغرد لصاحبه، وفي النوع الرمادي العادي يكون التفريق بين الذكر والأنثى أمرا أسهل من باقي طفرات الألوان الأخرى، ويمكن تمييزه بالواضح من الشهر السادس، ففي اسفل ذيله يوجد لون رمادي غامق عادة، والخد برتقالي فاقع، أما الأنثى فهي هادئة الطباع لا تصدر عادة أي صوت، وأيضا تمتاز الأنثى في النوع الرمادي العادي ببقعة صفراء ورمادية في اسفل الذيل، أما بقعة الخد الرمادبة فلا تكون فاقعة كما هي لدى الذكر، وعادة كلاهما عند الخوف يرتفع عرفه إلى أعلى، ويصدر هسهسة ويمكن كذلك تمييز الذكر من الأنثى من عظمة الحوض حيث نجد أن الأنثى لديها عظمة حوض واسعه خلاف الذكر الذي لديه عظمة حوض أضيق من الأنثى.

## الصوت
نفس صفات التغريدة لنفس النوع (كل الطفرات الجينية اللونية لها نفس التغريدة)

## وصلات خارجية
- منتديات اللوتينو
- منتدى قسم هواة تربية الكروان (كوكاتيل)
- Martin Rasek's cockatiel genetic calculator
- Inte Onsman's MUTAVI Research & Advice Group
- National Cockatiel Society